# Sundsvalls Nyheter
Sundsvalls Nyheter är en politiskt oberoende gratistidning i Sundsvall.  Tidningen gavs ut första gången den 20 oktober 2007 och delas ut fredagar till samtliga kontor och hushåll i Sundsvall, Timrå och Ånge kommuner. På många offentliga platser i regionen kan man också hitta tidningen i ställ. Sundsvalls Nyheter bevakar bland annat samhälle, kultur, sport och nöje ur ett lokalt perspektiv. Upplagan är 68 500 exemplar.
Tidningen ägs sedan januari 2013 av Mittmedia.Det sista numret ser ut att ha kommit i februari 2023 enligt deras Facebooksida https://www.facebook.com/sundsvallsnyheter/?locale=sv_SE